# Deutsche Cadre-45/2-Meisterschaft 1923

Veranstaltungsort: Frankfurt am Main

Die Deutsche Cadre-45/2-Meisterschaft 1923 war eine Billard-Turnierserie und fand vom 22. bis 26. März 1923 in Frankfurt am Main zum fünften Mal statt.

## Geschichte
Albert Poensgen gewann in Frankfurt wieder ungeschlagen seinen fünften deutschen Titel im Cadre 45/2. Nur einmal kam er in einer Partie in Bedrängnis: Der Aachener Carl Foerster führte bereits mit 398:365 und hatte eine gute Möglichkeit Poensgen zu besiegen. Er verfehlte aber bei einer guten Position den vorletzten Punkt. Nach einigen schweren Positionen hatte Poensgen aber die Bälle in eine gute Stellung gebracht und die Partie beendet. Damit blieb es für ihn bei nur zwei Niederlagen bei Deutschen Meisterschaften, eine gegen Albert Herbing (1914) und eine gegen Otto Unshelm (1922). Poensgen stellte in der Partie gegen den Hannoveraner August Niemann mit 153 Punkten einen neuen deutschen Rekord in der Höchstserie (HS) auf. Platz zwei belegte Carl Foerster vor August Niemann.

## Turniermodus
Das ganze Turnier wurde im Round-Robin-System bis 400 Punkte ohne Nachstoß gespielt. Bei MP-Gleichstand wurde in folgender Reihenfolge gewertet:
1. MP = Matchpunkte
2. GD = Generaldurchschnitt
3. HS = Höchstserie

## Abschlusstabelle
| MP    | Match Points (Sieger = 2; Unentschieden = 1; Verlierer = 0) |
| Pkte. | Erzielte Karambolagen                                       |
| Aufn. | Benötigte Versuche                                          |
| GD    | Generaldurchschnitt                                         |
| BED   | Bester Einzeldurchschnitt eines Spielers                    |
| HS    | Höchstserie                                                 |
|       | Bester GD des Turniers                                      |
|       | Bester ED des Turniers                                      |
|       | Beste HS des Turniers                                       |
|       | 1. Platz (Gold)                                             |
|       | 2. Platz (Silber)                                           |
|       | 3. Platz (Bronze)                                           |

| Klassement                | Klassement                | Klassement | Klassement | Klassement | Klassement | Klassement | Klassement |
| Platz                     | Name                      | MP         | Pkte.      | Aufn.      | GD         | BED        | HS         |
| ------------------------- | ------------------------- | ---------- | ---------- | ---------- | ---------- | ---------- | ---------- |
| 1                         | Albert Poensgen (Berlin)  | 16:0       | 3200       | 219        | 14,61      | 25,00      | 153        |
| 2                         | Carl Foerster (Aachen)    | 14:2       | 3198       | 276        | 11,58      | 22,22      | 103        |
| 3                         | August Niemann (Hannover) | 8:8        | 2663       | 417        | 6,38       | 9,09       | 63         |
| 4                         | Paul Gilles (Köln)        | 8:8        | 2650       | 438        | 6,05       | 8,88       | 78         |
| 5                         | David Nußbaum (Frankfurt) | 8:8        | 2714       | 453        | 5,99       | 9,30       | 56         |
| 6                         | Eduard von Orel (München) | 8:8        | 2467       | 488        | 5,05       | 5,97       | 36         |
| 7                         | Otto Unshelm (Solingen)   | 6:10       | 2750       | 492        | 5,58       | 9,30       | 75         |
| 8                         | Ludwig Vatter (Köln)      | 4:12       | 2481       | 356        | 6,96       | 9,09       | 66         |
| 9                         | Philipp Fürst (Mainz)     | 0:16       | 2028       | 476        | 4,26       | –          | 38         |
| Turnierdurchschnitt: 6,68 |                           |            |            |            |            |            |            |